# Кристи, Ричард
Томас Ричард Кристи-младший (англ. Thomas Richard Christy Jr.; род. 1 апреля 1974, Форт-Скотт, Канзас, США) — американский барабанщик, радио-ведущий, стендап-комик, актёр. Наиболее известен благодаря своей работе в ряде метал-групп, а также своим участием в «Шоу Говарда Стерна».

## Биография
Родился в Форт-Скотт (Канзас) в семье ветерана войны во Вьетнаме. Рос в соседнем городке Редфилд. Интересоваться музыкой начал в возрасте четырёх лет, после того как тетя познакомила мальчика с группами Kiss и Meat Loaf. Значительное влияние на Кристи оказал альбом Metal Health (1983) группы Quiet Riot. Он вспоминал: «Я слышал эти барабаны и эту музыку и просто сдулся. Я был новичком в этом полном звуке … Quiet Riot показал себя следующим шагом в плане тяжести». Также на Кристи в это время оказали влияние альбомы Stay Hungry (1984) группы Twisted Sister и Powerslave (1984) от Iron Maiden.
Барабанами Кристи заинтересовался после того, как в 1984 году услышал песню Hot for Teacher Van Halen. Его родители с самого начала поддерживали желание сына научиться играть на барабанах, купив Ричарду первый инструмент на десятилетие. Позже они купили первый полный профессиональный комплект на распродаже за 100 долларов. Также Кристи покупал учебные видеоролики, чтобы улучшить технику, в том числе записи Терри Боззио. Играть быстро Ричарда вдохновили барабанщики Дэйв Ломбардо и Пит Сандовал. На него также влияли барабанщики Фрэнки Банали, Микки Ди, Бобби Джарзомбек, Шон Рейнерт и Джин Хоглан. В четырнадцать лет Кристи посетил первый в своей жизни концерт, увидев Stryper и White Lion.
Первой группой Кристи стал школьный оркестр, где в середине 1980-х годов он играл на малом барабане и литаврах. Позже он написал песню, посвященную опыту игры в оркестре и своим учителям, получившую название «Forever Marching On». Кристи сдал школьные экзамены по музыке и сыграл в своей первой «настоящей» рок-группе Syzygy в возрасте около пятнадцати лет, в составе которой выступал в местных барах. Примерно в это же время Кристи, Пол Брюэр и Гари Уайт сформировали «шуточную группу» Bung Dizeez, иногда к ним присоединялся Ле Хендерсон. Они исполняли пародийные песни и каверы Judas Priest. В 1992 году Кристи окончил среднюю школу в Юнионтауне.

## Карьера

### Музыкальная
В 1992 году 18-летний Кристи решил изучать музыку в колледже в Канзасе. За неделю до того, как начала занятий, он узнал, что одна из его любимых групп, Public Assassin из Спрингфилда (штат Миссури), ищет нового барабанщика. Успешно пройдя прослушивания в августе 1992 года, он решил стать музыкантом, а не студентом. В составе Public Assassin Кристи записал мини-компакт-диск Raw as Fuck и демо Murdered. В 1993 году группа совершила поездку по Среднему Западу, играя коверы. Доход от музыки был мал и Кристи пришлось подрабатывать электриком. В декабре 1993 года Кристи и гитарист Public Assassin Стив Чайлдерс сформировали «шуточную группу» Skip Skiffington and The Elite. В течение этого времени Кристи играл в «шуточной панк-группе» с несколькими друзьями. В 1995 году Public Assassin распались.
В конце 1995 года Кристи и Чайлдерс создали дэт-метал-группу Burning Inside, пригласив Джейми Прима (вокал/бас), а позже Майкла Эстеса (гитара). В феврале 1996 года группа переехала в Орландо (штат Флорида), как место более благоприятное для металлической сцены. Они гастролировали, записали пяти альбомов и демо-кассету c 6 новыми песнями «Eve of the Entities» (2000). Кристи провёл во Флориде восемь лет, практиковал игру на барабанах по шесть часов каждый день. Параллельно Кристи играл в местной металлической группе Acheron, записав с ней альбомы на Anti-God, Anti-Christ (1996) и Necromanteion Communion (1998). К счастью для Ричарда, его босс по электротехнической компании позволил ему записываться и гастролировать со своими группами.
В 1997 году Кристи познакомился с проживавшим в Орландо певцом и гитаристом Чаком Шульдинером, с которым случайно встретился в книжном магазине в Алтамонте-Спрингс. Шульдинер сыграл очень важную роль в карьере Ричарда. Кристи был большим поклонником группы Шульдинера Death, поэтому, когда ей потребовался барабанщик, его друзья назвали его имя. Прослушивание прошло успешным и Кристи принял участие в записи альбома The Sound of Perseverance (1998), который он сам назвал «альбомом, которым я больше всего горжусь». Весной-летом 1998 года Кристи четыре месяца вместе с группой Death гастролировал по Европе, в том числе, выступив на фестивале Dynamo Open Air в Нидерландах перед 35 000 человек. Дружба и музыкальное сотрудничество с Шульдинером также привели Кристи в состав более мелодичной прогрессив-металической группы Шульдинера Control Denied. Кристи играл на барабанах на их дебютном альбоме The Fragile Art of Existence (1999) и так не вышедшем в свет When Man and Machine Collide. Они стали близкими друзьями и Кристи несколько раз отмечал День благодарения с семьей Шульдинера.
В период с 1999 по 2004 год Кристи был членом хэви-метал-группы Iced Earth и пауэр-металического коллектива Leash Law, составляя своё расписание так, чтобы выступать в нескольких группах одновременно. В апреле 2000 года он играл с Incantation во время тура в поддержку их альбома The Infernal Storm (2000). Впоследствии он совершил поездку по Европе с Demons and Wizards, выступая на фестивалях перед аудиторией до 20 000 человек. К Iced Earth Кристи присоединился через общих знакомых в видном хэви-метал-лейбле Century Media Records. Его первые концерты с ними состоялись в августе 2000 года, включая фестиваль Wacken Open Air в Германии.
В 2004 году Кристи прервал карьеру активного музыканта. Перерыв затянулся на 5,5 лет, но при этом поддерживал связь с металлической сценой, практикуя игру на барабанах, посещая местные концерты и публикуя статьи. В 2008 году он начал писать новый материал, играя на гитаре больше, чем раньше. В итоге появился целый альбом в демо-версии. В 2009 году Кристи подписал контракт на с Metal Blade Records, чтобы выпустить альбом со своей хэви-металической супергруппой Charred Walls of Damned, пригласив басиста Стива Диджорджио, вокалиста Тима "Риппера" Оуэнса и гитариста Джейсона Сьюкофа. Их одноимённый дебютный альбом был выпущен в 2010 году, а второй, Cold Winds on Timeless Days, в 2011 году.

### На радио
В 1996 году, переехав во Флориду, Кристи стал активным слушателем радио-шоу Говарда Стерна, слушая программу «каждое утро религиозно» с помощью наушников, когда работал электриком. Начиная с 1999 года Ричард стал регулярно отправлять на радио голосовой почтой комические сообщения, которые часто звучали в эфире. С 2001 года Кристи начал посылать пародии и мелодии о радиоведущих Робин Квиверс и Кайле Кейси Армстронге. В радиоэфире он дебютировал 24 апреля 2003 года, когда шоу транслировалось из Hard Rock Hotel and Casino в Лас-Вегасе.
После ухода в феврале 2004 года радиоведущего «Заикающегося Джона» Мелендеса, месяц спустя Стерн объявил конкурс «Get John’s Job», заставив десять слушателей, которые внесли свой вклад в шоу, соперничать друг против друга в борьбе за освободившуюся должность. Каждому участнику была предоставлена неделя, чтобы продемонстрировать свои таланты, которые они могли бы вынести на шоу, после чего слушатели голосовали онлайн за своих фаворитов. Кристи выпустил требуемый демонстрационный компакт-диск и был выбран, чтобы конкурировать за приз, трёхмесячный контракт и 25 000 долларов. Уход из Iced Earth было трудным решением для Кристи, но он чувствовал, что не может тратить время на то, чтобы преследовать свою «работу мечты». К тому же, он устал жить во Флориде и хотел двигаться вперёд. 1 июля 2004 года Кристи выиграл конкурс с 30 % голосов; второе место занял с 24 % Сальваторе «Сал» Говернал. К сентябрю 2004 года оба присоединились к шоу в качестве штатных сотрудников. Затем Кристи переехал из Флориды в Нью-Йорк, где записывалось шоу.
Кристи стал известен на радио своими шутками, пародиями на песни, и скандальными трюками, обычно исполняемые на пару с Говерналом. С 2005 года Кристи стал выступать по всей стране как стендапер в составе Killers of Comedy Tour с другими участниками шоу Стерна.
В 2006 году шоу переместилось на Sirius XM Radio. Кристи провёл металлическое шоу Richard Christy’s Heavy Metal Hoedown на канале Liquid Metal. Ричард также принял участие в серии интервью Inside the Porn Actors Studio на радиоканале Howard 100 and Howard 101, пародии на телесериал Inside the Actors Studio.

### Кино и телевидение
О карьере в кино Кристи стал мечтать после того, как увидел фильм «Интервью с вампиром», одну из главных ролей в котором сыграл Брэд Питт, выросший по соседству с Ричардом в Спрингфилде (штат Миссури). С юности Кристи был поклонником ужасов, назвав своим любимым фильмом «Хэллоуин» (1978). В середине 1990-х годов, живя в Миссури, он начал снимать свои независимые низкобюджетные фильмы. Его первая лента, комедия ужасов Evil Ned 2, была сделана в 1994 году. За этим последовало продолжение, Evil Ned 3: The Return of Evil Ned 2 — Electric Boogaloo (1995).. Съёмки обошлись в 250 долларов, «200 из которых были потрачены на пиво». Премьера фильма состоялась в одном из отелей в Миссури, лента была доступна в Интернете в 2007 году. В апреле 2001 года Кристи выпустил полнометражный фильм Leaving Grunion County.
В 2006 году Кристи и Говернал написал сценарий, срежиссировали и снялись в 30-минутном комедийном фильме Supertwink для цифрового кабельного сервиса Howard Stern On Demand. Премьера картины состоялась 4 января 2006 года в Pioneer Theater в Нью-Йорке. В 2007 году Кристи снялся в комедии «Гарольд и Кумар 2: Побег из Гуантанамо», сыграв роль ку-клукс-клановца по имени Кенни. В том же году он сыграл свою первую роль на телевидении, изобразив «действительно жуткого парня в конце бара» в телесериале «Спаси меня». В 2009 году он сыграл Калеба в фильме ужасов Albino Farm. В том же 2009 году Кристи и Говернал появились в романе ужасов Castaways, написанном писателем и криминалистом Брайаном Кином. Кристи озвучивал мультсериалы для взрослых «Металлопокалипсис» и «Рик и Морти». Как гость Ричард появился в мультсериале «Дядя Деда». Кристи также снялся в «Стражах Галактики. Часть 2» как персонаж, просто названный «Down There!».
Кристи написал серию статей для журнала Decibel о своей любви к фильмам ужасов под названием Richard Christy’s Horrorscope.

## Инструменты и оборудование
Кристи предпочитает барабаны DDrum, барабанные пластики Aquarian, тарелки Sabian и барабанные палочки Vater.

## Личная жизнь
30 июня 2011 года в Нью-Йорке состоялось бракосочетание Ричарда и Кристин Дженко (англ. Kristin Jenco). 7 ноября 2017 года у пары родился сын — Карсон Кэйн Кристи (англ. Carson Cain Christy).

## Дискография
Acheron
- Anti-God, Anti-Christ (1996)
- Necromanteion Communion/Raise the Dead (1998)

Death
- The Sound of Perseverance (1998)
- Live in Eindhoven (1998)
- Live in L.A. (Death & Raw) (1999)

Control Denied
- The Fragile Art of Existence (1999)
- When Man and Machine Collide (не выпущенный альбом)

Burning Inside
- The Eve of the Entities (2000)
- Apparition (2001)

Demons and Wizards
- Demons & Wizards (2000)

Iced Earth
- Horror Show (2001)
- Tribute to the Gods (2002)
- The Glorious Burden (2004)

Leash Law
- Dogface (2003)
- Cunninglinguistics (2007)

Rick Renstrom
- Until the Bitter End (2003)

Monument of Bones
- Cemetery Dirges (2009)

Charred Walls of the Damned
- Charred Walls of the Damned (2010)
- Cold Winds on Timeless Days (2011)
- Creatures Watching Over the Dead (2016)